# Sprokkelbosch
Sprokkelbosch is een voormalige buurtschap in Rosmalen, ontstaan na 1837. Sprokkelbosch lag ten zuiden van de Spoorlijn Tilburg - Nijmegen, ten oosten van Molenhoek. Sprokkelbosch had een eigen treinhalte, vermoedelijk op de locatie van de huidige Peelhoeven is. In het huidige Rosmalen is er weinig wat herinnert aan de buurtschap Sprokkelbosch. Er is een straat naar de buurtschap vernoemd: Sprokkelboschstraat. De oude toegangsweg naar Sprokkelbosch is nu een fietspad in de wijk Sparrenburg. Op de kaart en in het stratenpatroon is deze goed zichtbaar. Ook een basisschool herinnert aan de aanwezigheid van een buurtschap: Basisschool De Vlek. De buurtschap Sprokkelbosch is geheel opgegaan in de wijk Sparrenburg, welke de bijnaam heeft gekregen van De Hoevens.
Noord-Brabant: Steden en dorpen      Nederland: Provincies · Gemeenten